# Corinna Rüffer

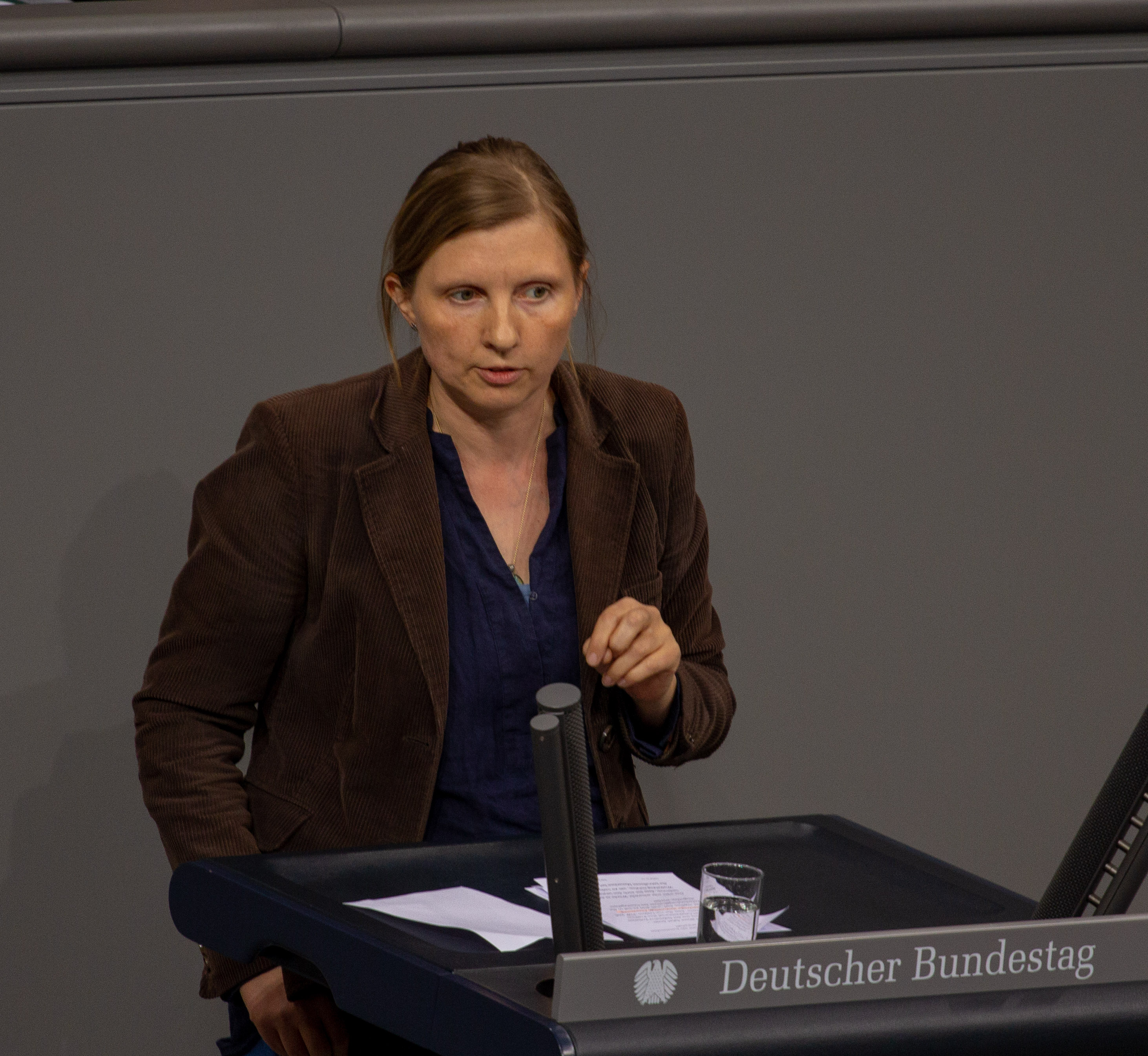
Corinna Rüffer, 2019

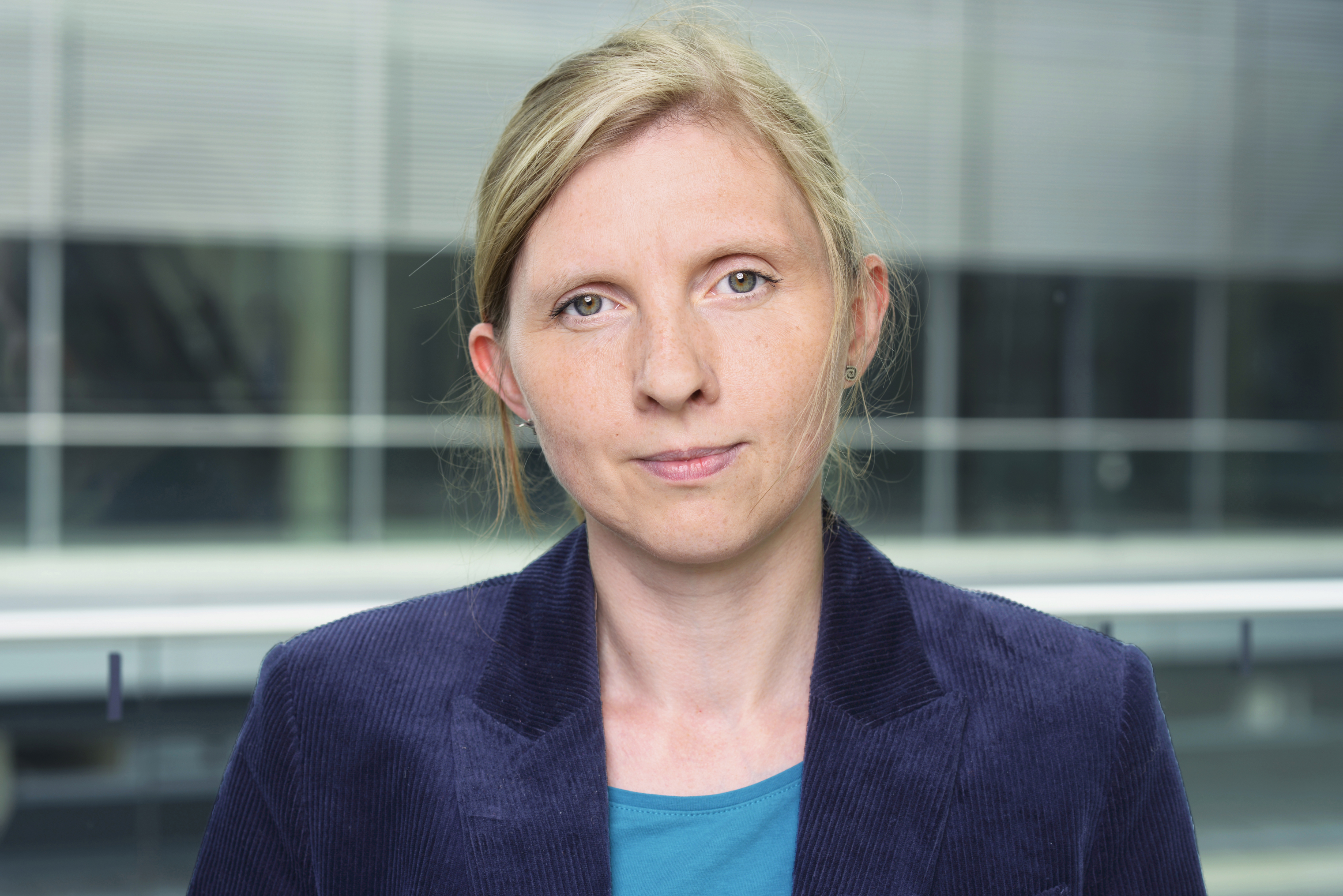
Corinna Rüffer, 2013

Corinna Martina Rüffer (* 11. Oktober 1975 in Osnabrück) ist eine deutsche Politikerin (Bündnis 90/Die Grünen). Sie ist seit Oktober 2013 Mitglied des Deutschen Bundestages.

## Leben
Rüffer hat ein Studium der Politikwissenschaften und des Öffentlichen Rechts an der Universität Trier begonnen, welches sie ohne Abschluss beendete. 1999 trat sie der Partei Bündnis 90/Die Grünen bei. Sie war von 1999 bis 2006 und erneut von 2010 bis 2013 Sprecherin der Grünen im Kreisverband Trier-Saarburg. Von Oktober 2007 bis November 2013 war sie Mitglied des Stadtrates Trier, legte dieses Mandat aber nach dem Einzug in den Bundestag nieder. Sie ist Berichterstatterin für Behindertenpolitik der Bundestagsfraktion Bündnis 90/Die Grünen.

## Abgeordnete
Im 20. Deutschen Bundestag ist sie Obfrau ihrer Fraktion im Petitionsausschuss und ordentliches Mitglied im Ausschuss für Arbeit und Soziales. Zudem gehört sie als stellvertretendes Mitglied dem Ausschuss für Gesundheit an.
Bei der Bundestagswahl 2021 kandidierte sie als Direktkandidatin im Wahlkreis Trier und auf Platz 3 der Landesliste der Grünen.

## Politische Positionen
Ein wesentlicher Anteil der Arbeit von Corinna Rüffer ist auf Felder der Behindertenpolitik ausgerichtet, so trat sie als Initiatorin mehrerer parlamentarischer Initiativen zu Themen wie Teilhabe, der Gleichstellung behinderter Menschen, der UN-Behindertenrechtskonvention und Inklusion in Erscheinung.
Rüffer sprach sich gegenüber dem Deutschlandfunk für Änderungen des Bundesteilhabegesetzes, insbesondere bezüglich des Wahlrechts für behinderte Menschen aus und verwies auf die Tatsache, dass behinderte Menschen im Bundestag bislang deutlich unterrepräsentiert vertreten seien.
Rüffer gilt als Kritikerin der vorgeburtlichen Diagnostik und bemängelte mehrmals die fehlende Bereitschaft der amtierenden Bundesregierung, sich mit den ethischen Fragen der Legalisierung sowie der Aufnahme nichtinvasiver Gendiagnostik in den Leistungskatalog der gesetzlichen Krankenversicherungen zu befassen. In einer Pressemitteilung zur Antwort auf eine entsprechende kleine Anfrage von 158 Abgeordneten hob sie hervor, dass durch die frühe Diagnostik ein selektiver Schwangerschaftsabbruch durch die Fristenregelung sowie ebenso nach Kriterien wie dem Geschlecht des Kindes möglich sei. Im Rahmen einer Pressekonferenz führte sie an, statt „durch immer mehr Tests den Anschein zu erwecken, man habe es unter Kontrolle, was für ein Kind man bekommt“, gehe es bei der Diskussion um die frühe Gendiagnostik um Wertschätzung von Vielfalt. Ebenso kritisierte sie die Haltung der evangelischen Kirche, die sich für eine Finanzierung der Tests als Regelleistung ausgesprochen hatte: „Die EKD leistet einen Offenbarungseid, wenn sie glaubt, einen gesellschaftlichen ‚Mentalitätswandel‘ – auch im Umgang mit Behinderung – nicht über normative Vorgaben beeinflussen zu können. Von einer Kirche erwarte ich eigentlich klare gesellschaftliche Werte und eine wertschätzende Haltung zu menschlichem Leben in all seinen Ausprägungen.“ In einem Interview mit der Rheinischen Post erklärte Rüffer, die selbst Mutter einer Tochter mit Trisomie 21 ist, die Entscheidung einer Frau, ein Kind zu bekommen, müsse „unabhängig von der Frage sein, ob das Kind behindert sein wird oder nicht. Sonst haben wir Diskriminierung.“

## Mitgliedschaften
Frau Rüffer ist Mitglied im Interkulturellen Zentrum Trier e.V. und im Trierer Arbeitskreis für Montessori-Pädagogik e.V. Sie ist außerdem ehrenamtliches Mitglied im Beirat der BAG Integrationsfirmen und im Beirat von Nestwärme e.V. und Schirmherrin der Initiative Stille Stunde.